# Hiện tượng quan sát thấy UFO ở Ba Lan
Đây là danh sách những trường hợp được cho là đã nhìn thấy vật thể bay không xác định hoặc UFO ở Ba Lan.

## Ngày 10 tháng 5 năm 1978, Emilcin
Một nông dân ở Emilcin được cho là đã bị những thực thể hình người thấp bé, mặt xanh lá cây, nói một ngôn ngữ phi thường trong một chiếc máy bay màu trắng, lơ lửng và phát tiếng kêu vo ve bắt cóc và kiểm tra y tế. Hiện tại có một đài tưởng niệm tại địa điểm này.

## Ngày 19 tháng 1 năm 2009, Jarnołtówek
Vào 1 giờ sáng, Adam Maksymów ở làng Jarnołtówek gần Prudnik ra ngoài để sạc pin chiếc ô tô của mình. Anh ta bị gián đoạn bởi một tiếng động mà anh ta ví như tiếng tên lửa nổ tung. Sau đó, anh ta chợt nghe thấy một âm thanh vo ve mà anh ta so sánh với âm thanh của một đàn ong. Anh ta nhìn thấy một luồng sáng chói mắt và một chiếc đĩa khổng lồ với chùm sáng màu xanh phát sáng hình tam giác ở dưới bụng của nó bay lên khỏi mặt đất và bay lên bầu trời đêm với tốc độ không thể tin được. Những cư dân khác của làng Jarnołtówek cũng cho biết đã nhìn thấy vật thể này.